# Aleksandr Postels

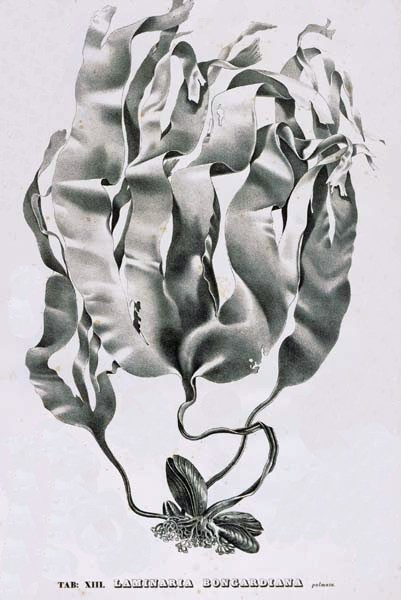
Laminaria bongardiana, una de las láminas dibujadas por Postels.

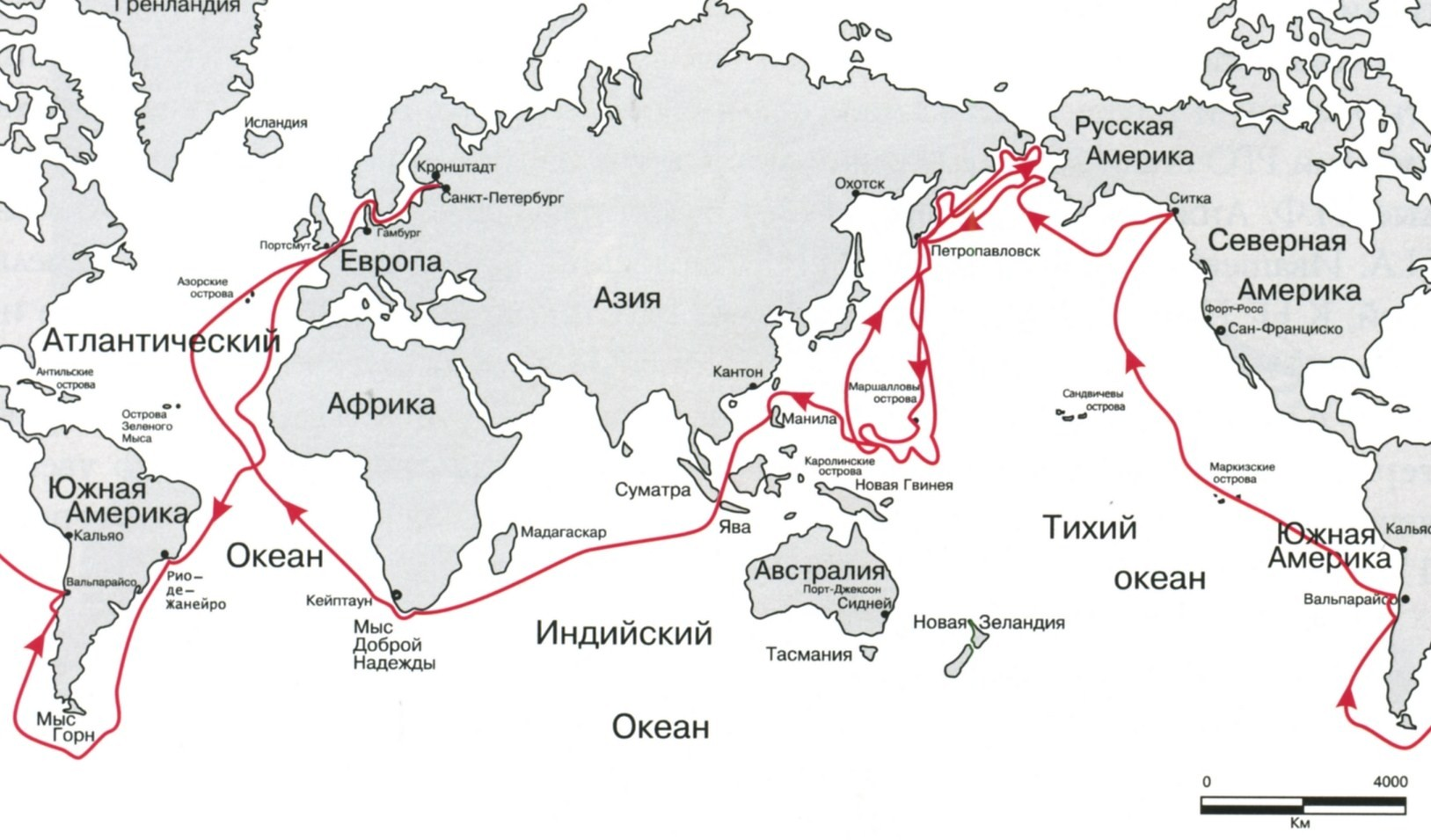
Mapa del viaje de Litke de 1826-28 (rótulado en ruso).

Aleksander Filipovich Postels, también conocido como Alexander Philipovich Postels (del ruso: Александр Филиппович Постельс); Tartu, 24 de agosto de 1801- Vyborg, 28 de junio de 1871, fue un naturalista, geólogo, mineralogista, y artista ilustrador ruso de origen estonio recordado por haber participado, como naturalista e ilustrador, en una importante expedición de circunnavegación rusa dirigida por Fiódor Petrovich Litke (1826-29).

## Biografía
Postels estudió en la Universidad de San Petersburgo, en la que luego, en 1826, fue docente de química inorgánica.
En la década de 1820 las relaciones políticas entre Rusia y EE. UU. tenían problemas por la extensión de sus respectivos territorios en la costa del Pacífico. Rusia intentaba reforzar sus reclamaciones preparando el envío de dos naves de guerra a las áreas en disputa, cuando ambos países llegaron a acuerdo que establecía como límite meridional de la América rusa el de latitud 54°40′N. El zar Nicolás I cambió entonces sus planes para esos barcos y decidió enviarlos a realizar una campaña de reconocimiento de tres años de las costas asiáticas y norteamericanas rusas, tras los éxitos del reciente viaje de circunnavegación a bordo de Predpriyatiye de Otto von Kotzebue, que acababa de regresar el 10 de julio de 1826.
La expedición se encomendó al capitán teniente Fiódor Litke, que navegaría en el bergantín Senyavin, e iba acompañado por el Möller, al mando del capitán teniente Staniukovich. Postels navegaba en la nave de Litke, como naturalista y artista ilustrador, y tuvo la distinción de haber sido el primer graduado de la Universidad de San Petersburgo que participaba en tal tipo de expedición de gran aliento. También en el Senyavin se encontraban el naturalista alemán Karl Heinrich Mertens (1796-1830) —que falleció en Kronstadt apenas retornado de Islandia en otro periplo con Litke y el Senyavin— y el ornitólogo alemán Baron von Kittlitz.
Las órdenes de la expedición fueron:

(...) reconocer y describir las costas de Kamchatka, la tierra de los chukchis y de los coriakos (cuyas costas aún no habían sido descritas por nadie, excepto por el viaje del capitán Bering); las costas del mar de Ojotsk y las islas Chantar, que aunque son conocidas para nosotros, no están suficientemente descritas.

La expedición partió el 16 de agosto de 1826 de Kronstadt, el puerto ruso en el Báltico en la isla Kotlin, y navegó vía Portsmouth, tocando el cabo de Hornos el 24 de febrero de 1827. El Senyavin tocó Concepción en Chile, antes de navegar al norte hacia la isla de Sitka, en la costa alaskeña, arribando a mediados de septiembre al puerto de Petropavlovsk, en la costa suroccidental de la península de Kamchatka. En ese viaje exploraron durante cuatro meses las islas Carolinas y el grupo de las Bonin-Jima (o islas Ogasawara), retornando a Kamchatka en mayo. Durante el verano navegaron desde la bahía de Avacha, donde está Petropavlovsk, hasta la isla Karaginsky y luego a través del estrecho de Bering reconociendo la costa lo más al norte posible, hasta alcanzar la boca del río Anádir. Retornaron vía Manila y el cabo de Buena Esperanza, arribando de regreso a Kronstadt el 16 de septiembre de 1829.
La expedición fue la más grande y productiva de la época, recogiendo unos 4.000 especímenes de historia natural, incluyendo mamíferos, insectos, aves, plantas y minerales. Se realizaron además, más de 1.250 bocetos de los hallazgos hechos en el viaje. Descubrieron doce grupos de islas a lo largo de las costas asiáticas, y exploraron y describieron 26 islas del grupo de las Carolinas. Se investigó el achatamiento de los casquetes polares usando un péndulo invariable.
Después del viaje, Postels concursó y ganó una plaza como profesor asistente del Departamento de Mineralogía y Geología de la Universidad de San Petersburgo. Durante el viaje de circunnavegación Postels había dibujado más de 100 macroalgas o algas marinas del Pacífico Norte, que luego publicó en San Petersburgo en 1840 en Illustrationes algarum in itinere circa orbem jussu Imperatoriis Nicolai I.

## Honores
El género de macroalga Postelsia se nombró en su honor.
Postels fue elegido miembro honorario de la Academia de las ciencias de Rusia el 14 de enero de 1866 y también fue invitado a actuar como conservador del Museo Mineralógico. 
Fue tutor de las Grandes Duquesas María y Ekaterina, hijas del hermano del Zar Nicolás I, Miguel Pávlovich de Rusia, y tutor de los hijos del Príncipe de Oldenburg.
- La abreviatura «Postels» se emplea para indicar a Aleksandr Postels como autoridad en la descripción y clasificación científica de los vegetales.[5]